# 스즈키 아구리
스즈키 아구리(일본어: 鈴木 あぐり, 1998년 10월 13일 ~ )는 일본의 여자 축구 선수이다.

## 구단 경력
나데시코 리그의 마이나비 베갈타 센다이에서 활동했다.

## 국가대표팀 경력
그녀는 2018년 FIFA U-20 여자 월드컵에 참가할 일본 U-20 국가대표팀에 발탁되었으며, 1경기에 출전, 우승.